# Narvai-víztározó
A Narvai-víztározó (észtül: Narva veehoidla, oroszul: Нарвское водохранилище, magyar átírásban: Narvszkoje vodohranyiliscse) a Narva-folyón Narva és Ivangorod előtt létesített víztározó Észtországban és Oroszországban.
A víztározót az 1950-es évek első felében, a szovjet időszakban építették. Teljes méretét 1956. május 5-én érte el.  A tározót a Narvára épített 206 m hosszú és 9,2 m magas gáttal, a folyó vízének duzzasztásával alakították ki.  Építésekor 4030 hektár mezőgazdasági területet öntöttek el vízzel és 742 építményt kellett áthelyezni.
A tározó duzzasztott vize működteti az orosz területen található, 125 MW beépített teljesítményű Narvai vízerőművet, valamint hűtővíz-forrásként szolgál az észt területen található Narvai hőerőmű számára. Felszíne 191,4 km², ebből 40 km² Észtországban, a többi Oroszországban található. A tározó legnagyobb mélysége 15 m, átlagos vízmélysége 1,8 m.
A tározó vízét a Narva mellett a Pjussa és a Pjata-folyók is táplálják. A tározó vize a Narván keresztül folyik le a Finn-öbölbe. A tározóban a vízcserélődés intenzív (éves szinten 30-szoros).
A víz élővilágának fő halfajai a csuka, süllő, a bodorka és a keszeg.